# Anton Hering
Anton Hering, auch Anton Herings (* Mitte 16. Jahrhundert in Burhave; † 15. Juni 1610), war ein deutscher Jurist und oldenburgischer Beamter.

## Leben

Tractatus de fideiussoribus, 1675 (Fondazione Mansutti, Mailand).

August Hering war ein Sohn des Predigers Edzard Hering († 1572), des Erziehers der Söhne des oldenburgischen Grafen Anton I., und studierte ab 1580 Rechtswissenschaft an der Universität Helmstedt, wechselte 1583 an die Universität Wittenberg und beendete sein Studium in Basel, wo er den Grad eines Licentiatus iuris erwarb. Danach weilte er längere Zeit in Speyer und Prag und praktizierte bei den Reichskammergerichten. Am 30. Juli 1591 wurde er zum Rat in der gräflichen Kanzlei in Oldenburg ernannt und war in der Folgezeit vor allem in dem seit langem andauernden Erbschaftskonflikt zwischen Graf Johann VII. und dessen Bruder Anton II. tätig. Im Gegensatz zu seinem Bruder Johann VII., der den Anspruch auf Alleinherrschaft in den beiden Grafschaften Oldenburg und Delmenhorst erhob, bestand Anton II. auf einer Teilung der Herrschaftsrechte, wie sie in den vorangehenden Jahrhunderten häufig erfolgt war. Er konnte sich dabei auch auf die im Manuskript vorliegende Oldenburgische Chronik des Superintendenten Hermann Hamelmann berufen, deren Abfassung sein Bruder selbst veranlasst hatte. Um ihm diese Argumentationshilfe zu entziehen, beauftragte Johann VII. Hering, den Chroniktext zu „überarbeiten“ und eine gereinigte, für seine politischen Zwecke brauchbare Fassung für den Druck vorzubereiten. Er tilgte alle Hinweise auf die mehr als dreißig Teilungen, die bisher in der Geschichte der Grafschaften zu verzeichnen waren, änderte eine Reihe von Passagen und fügte auch umfangreiche Ergänzungen in den Hamelmannschen Text ein, der 1599 in dieser verfälschten Form gedruckt wurde und von Hering gemeinsam mit dem Mediziner Hermann Neuwalt herausgegeben wurde. 
Nach dem Regierungsantritt des Grafen Anton Günther wurde Hering 1603 zum Rat und Landrichter in Ovelgönne ernannt. Er veröffentlichte 1606 eine gründliche Untersuchung über die Institution des Bürgen, die als Standardwerk galt und nach seinem Tod mindestens drei weitere Auflagen erlebte.

## Familie
Hering war zweimal verheiratet. Lediglich der Name seiner zweiten Ehefrau Ubbeke geb. Honrichs, der Tochter des Johann Honrichs († 1609) und dessen Ehefrau Anna, der Tochter des Grafen Georg von Oldenburg († 1551) und seiner Konkubine Heileke. Wohl aus der zweiten Ehe, die im März 1598 geschlossen wurde, stammte sein Sohn Johann (1599–1658), der von 1632 bis 1639 Geheimer Rat in der gräflichen Kanzlei in Oldenburg war.

## Schriften
- Tractatus de fideivssoribvs. Frankfurt 1614 (Digitalisat)